# Melba Manton
Melba Manton es una periodista  ficticia que aparece en los cómics estadounidenses publicados por DC Comics. Es una amiga cercana de Lois Lane.

## Historial de publicación
El personaje de Melba apareció por primera vez en el número 131 de la serie de cómic Superman's Girl Friend, Lois Lane, siendo creada por los historietistas Cary Bates y John Rosenberger. Durante años apareció como personaje de apoyo tanto en los cómics de Supergirl como en los de Lois Lane, hasta su aparición final en Action Comics #479, publicado en 1978.
Durante décadas desapareció por completo de las historietas de la editorial, hasta el año 2017, apareciendo en los números 977 y 978 de Action Comics, siendo integrada de nuevo como miembro del Daily Planet y como un personaje recurrente de nuevo en las historias de Superman.

## Recepción
El blog anglosajón The Absorbascon dedicó en 2007 una entrada el personaje de Melba Manton, a la cual elogió abiertamente, calificándola como una mujer ingeniosa e intrépida, y comparando a su personaje con el de Valerie Brown de Josie and the Pussycats.